# جيف غرينفيلد
جيف غرينفيلد (بالإنجليزية: Jeff Greenfield)‏ (10 يونيو 1943، نيويورك في الولايات المتحدة)؛ صحفي وروائي أمريكي.

## روابط خارجية
- جيف غرينفيلد على موقع IMDb (الإنجليزية)
- جيف غرينفيلد على موقع إن إن دي بي (الإنجليزية)
- جيف غرينفيلد على موقع قاعدة بيانات الفيلم (الإنجليزية)